# Мариво, Клод де Лиль
Клод де Лиль (фр. Claude de l'Isle; 25 апреля 1552 — 17 мая 1598), сеньор де Мариво, прозванный Мариво Мудрым — французский государственный деятель и дипломат.

## Биография
Второй сын Жана де Лиля, сеньора де Мариво, и Элен д'Апремон, дамы де Трассерё, брат Жана де Лиля и Франсуа де Лиля.
В квитанции, выданной 1 января 1577, обозначен как советник и штатный камергер герцога Алансонского, в недавнем прошлом капитан и губернатор города и цитадели Арка. 25 апреля 1585 и 26 июня 1586 от имени жены приносил оммаж за сеньорию Куртампьер.
В 1588 году был направлен в Шотландию с предложением брака между Яковом VI и сестрой короля Наваррского Катрин де Бурбон.
Был губернатором города и цитадели Лана и генеральным наместником губернаторства Иль-де-Франса. В 1593 году стал капитаном пятидесяти тяжеловооруженных всадников, 7 января 1595 был пожалован в рыцари орденов короля.
По словам Пуллена де Сен-Фуа, усилия, которые Мариво предпринял, чтобы выбраться из-под лошади, убитой во время перестрелки при осаде Амьена, привели к тому, что у него открылись две тяжелые раны: одна, полученная при разгроме большого конвоя под Ланом, другая в битве при Фонтен-Франсез.

## Семья
Жена: Катрин-Беатрис дю Мустье, дама де Саррагос и де Куртампьер, старшая дочь Пьера дю Мустье, сеньора де Саррагос и де Куртампьер, вдова Джан-Галеаццо Сансеверино, графа ди Гаяццо
Дети:
- Тимолеон (26.10.1593, ум. юным)
- Элен (ум. 1620). Муж (контракт 7.01.1598): Луи де Барбансон, сеньор де Кани и де Варенн
- Рене (ум. после 1612). Муж 1) (25.11.1602): Франсуа де Алленкур, сеньор де Дромениль и де Контвиль; 2): Жак де Беллуа, сеньор д'Ами
- Маргерит, дама де Трассерё и де Блеканкур. Муж (17.01.1600): Жан де Ламе, сеньор де Бурнонвиль
- Катрин. Муж (15.01.1607): Антуан де Сеникур, сеньор де Сесваль и де Варнуаз
- Леонор, монахиня в Пуасси
- Клод, монахиня в аббатстве Сент-Антуан в Париже